# Stanisław Karol Jabłonowski
 Stanisław Karol Jabłonowski herbu Prus III (zm. po sierpniu 1702 roku) – oboźny koronny (dworski) w 1700 roku, starosta błoński w 1702 roku, starosta bohusławski, sinnicki, sołotwiński i janowski
Był synem hetmana wielkiego koronnego Stanisława Jana Jabłonowskiego (1634 -1702) i Marianny Kazanowskiej h. Grzymała (27 marca 1643 - luty 1697) – babki króla Polski Stanisława Leszczyńskiego. 
Miał dwóch braci Jana Stanisława i Aleksandra Jana oraz siostry Karolinę Teresę i Jadwigę i Annę - żonę Rafała Leszczyńskiego, która została matką króla Polski - Stanisława Leszczyńskiego. 
Wraz z bratem Stanisław Karol Jabłonowski odebrał wykształcenie w szkołach jezuickich we Lwowie i Pradze, uzupełnione w podróżach zagranicznych po Europie. 
W 1695 walczył pod Lwowem z Tatarami, w 1697 wyprawiony przez ojca przeciwko zagonowi tatarskiemu. 
Ożenił się w 1701 r. z Marianną Potocką (zm. 1749), córką Feliksa Kazimierza Potockiego hetmana wielkiego koronnego, która po śmierci męża w 1702 r. poślubiła Adama Piotra Tarłę.